# Îlot Castor
L'îlot Castor est un îlot rocheux de l'archipel de Pointe-Géologie (terre Adélie), situé en mer Dumont-d'Urville (océan Austral) au large du continent antarctique.

## Description
Situé à 10 m au nord-est de son jumeau, l'îlot Pollux, l'îlot Castor occupe le fond de la baie des Gémeaux, qui sépare l'île du Lion de l'île Claude-Bernard. Long d'un peu plus de 50 m, cet îlot bas, qui n'atteint que 5 m d'altitude, est situé à 90 m au sud-est du Lion,.

## Histoire
Dans les années 1980, d'importants travaux ont été réalisés pour relier entre elles les îles  Buffon, Cuvier et du Lion afin de construire une piste d'atterrissage orientée NW–SE pour avions gros-porteurs. Si l'îlot Pollux a disparu sous la chaussée ainsi constituée, l'îlot Castor a échappé aux travaux de terrassement, et se trouve maintenant accolé à la piste. Une tempête survenue en 1993 a causé d'irrémédiables dégâts, et l'aérodrome n'a jamais été opérationnel.